# La Presa (Kalifornien)
La Presa ist ein census-designated place (CDP) im San Diego County im US-Bundesstaat Kalifornien.
Das U.S. Census Bureau hat bei der Volkszählung 2020 eine Einwohnerzahl von 35.033 ermittelt.
Das Gemeindegebiet hat eine Größe von 16,0 km² und befindet sich an den California State Routes 54 und 125.